# Genista McIntosh, Baroness McIntosh of Hudnall

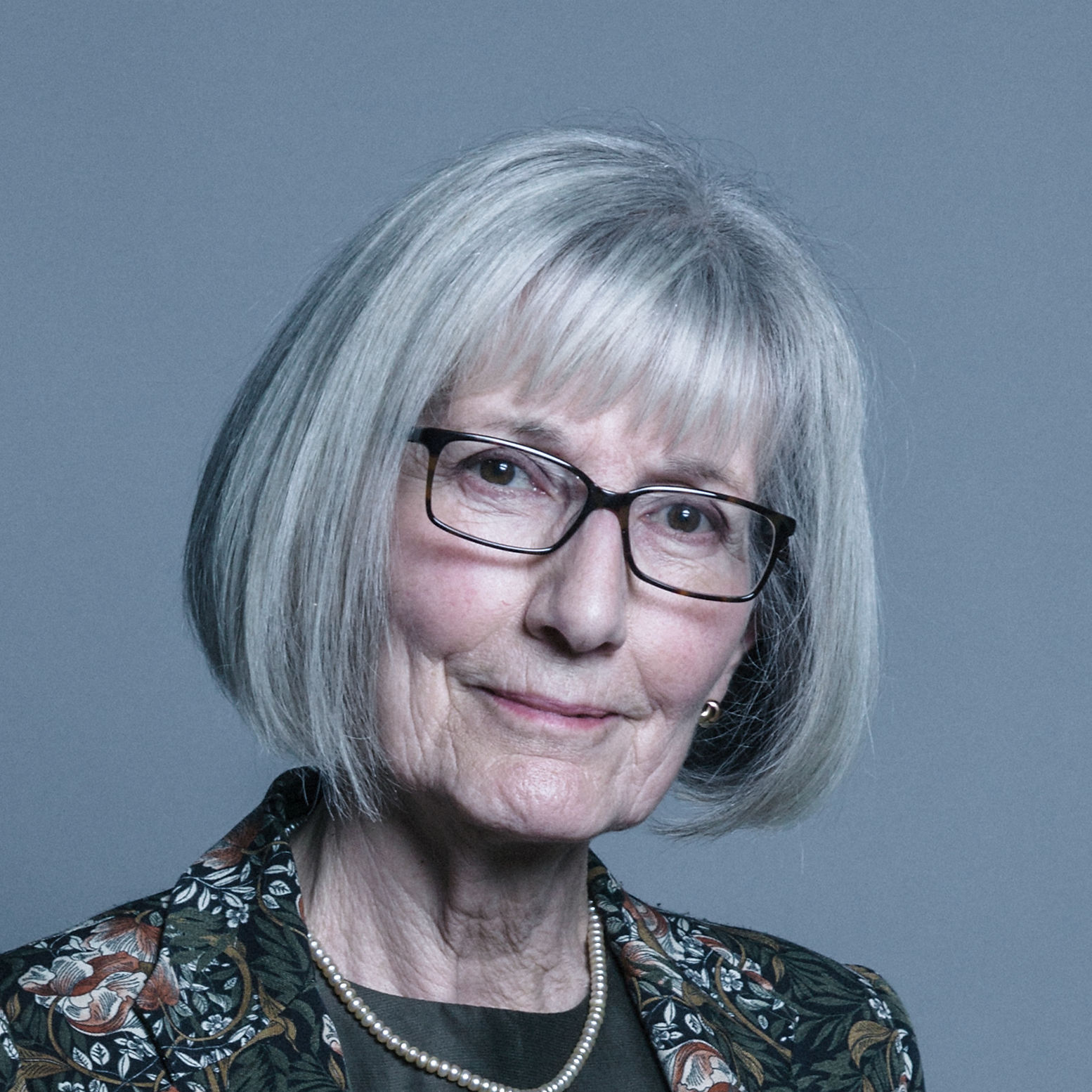
Genista McIntosh, Baroness McIntosh of Hudnall

Genista Mary „Jenny“ McIntosh, Baroness McIntosh of Hudnall (geborene Tandy, * 23. September 1946 in London) ist eine britische Theateragentin, Theaterdirektorin und Politikerin der Labour Party.

## Leben
Sie wurde als Genista Mary Tandy als Tochter von Geoffrey Tandy und seiner Ehefrau Maire geboren. Sie wuchs in Hertfordshire auf. Sie besuchte die Hemel Hempstead Grammar School in Hemel Hempstead. Sie studierte an der University of York; dort schloss sie 1968 mit einem Bachelor of Arts in den Fächern Philosophie und Soziologie ab.
McIntosh war nach ihrem Studium und ihrer Heirat seit 1972 in verschiedenen Positionen bei der Royal Shakespeare Company tätig. Von 1972 bis 1977 arbeitete sie dort als Besetzungagentin (Casting Agent), von 1977 bis 1984 als Planning Controller, von 1986 bis 1990 als Verwaltungsdirektorin (Senior Administrator) und 1990 als Produzentin (Associate Producer). Seit 1977 arbeitete McIntosh als Agentin bei der Theater- und Künstleragentur Marmont Management Ltd in London; dort war sie von 1984 bis 1986 auch Direktorin. Zu ihren Aufgaben dort gehörte insbesondere die Suche nach Schriftstellern, Regisseuren, Kostüm- und Bühnenbildnern für Theaterproduktionen.
Von 1990 bis 1996 war sie Geschäftsführende Direktorin (Executive Director) des Royal National Theatre. 1997 wurde sie zur Geschäftsführenden Direktorin (Chief Executive) des Royal Opera House in Covent Garden, London, ernannt. Diese Position gab sie im Mai 1997 nach nur fünfmonatiger Amtszeit „aus gesundheitlichen Gründen“ jedoch wieder auf. Von 1997 bis 2003 war sie anschließend erneut Direktorin des Royal National Theatre. 2002/2003  war sie Direktorin (Principal) der Guildhall School of Music.
Im Juli 2008 veröffentlichte McIntosh den sog. McIntosh Report, eine kritische Untersuchung über die Arbeit, die Förderkriterien und Vergabepraxis des Arts Council England (ACE). McIntosh kritisierte insbesondere die mangelnde Zusammenarbeit zwischen regionalen Arts Councils und der nationalen Organisation, die fehlende Zusammenarbeit des ACE mit Künstlern und Partnerorganisationen, die teilweise restriktive Subventionspraxis und die mangelnde Transparenz von Entscheidungen.

## Mitgliedschaft im House of Lords
Am 3. August 1999 wurde sie zum Life Peer ernannt. Sie trägt den Titel Baroness McIntosh of Hudnall, of Hampstead in the London Borough of Camden. Am 22. November 1999 hielt sie ihre Antrittsrede m House of Lords.
Im House of Lords ist sie seit 2007 Stellvertretende Ausschussvorsitzende (Deputy Chairman of Committees) und seit 2008 Stellvertretende Parlamentspräsidentin (Deputy Speaker).
Zu den politischen Interessengebieten McIntoshs gehören Kunst, die Bildungspolitik, das Gesundheitswesen und umweltfreundliche Verkehrspolitik. In ihrem Wortbeitrag in der Debatte des House of Lords vom 17. Mai 2011 zur Bildungspolitik wandte sich McIntosh gegen eine einseitige Konzentration des Stundenplans auf die Fächer des British Baccalaureat und wies darauf hin, dass „Arbeitgeber nicht nur hervorragende Hochschulabsolventen suchten, sondern auch ganzheitlich und umfassend erzogene junge Menschen.“

## Ämter und Ehrungen
McIntosh ist Treuhänderin (Trustee) des Theatres Trust und der Southbank Sinfonia. Sie ist Mitglied des Verwaltungsrates des Roundhouse Trust und des National Opera Studio. Sie ist Mitglied des Verwaltungsrates (Council) der Royal Academy of Dramatic Art.
McIntosh ist Träger mehrerer Ehrendoktortitel. Sie ist Ehrendoktor der University of York (Hon DUniv 1998), der Middlesex University (Hon DUniv 2002) und der City University London (Hon DUniv 2002). Sie ist Honorary Fellow des Goldsmiths College der University of London (2003) und Fellow der Royal Society of Arts (FRSA).

## Privates
Sie heiratete 1971 Neil Scott Wishart McIntosh. Aus der Ehe gingen zwei Kinder hervor, ein Sohn und eine Tochter. Die Ehe wurde 1988 geschieden. McIntosh lebte nach der Scheidung mit ihren Kindern in North London. Zu ihren Hobbys zählt McIntosh Musik und Gartenarbeit.